# Nurpur
Nurpur es una ciudad y concejo municipal  situada en el distrito de Kangra,  en el estado de Himachal Pradesh (India). Su población es de 9807 habitantes (2011). 

## Demografía
Según el censo de 2011 la población de Nurpur era de 9807 habitantes, de los cuales 5105 eran hombres y 4702 eran mujeres. Nurpur tiene una tasa media de alfabetización del 90,66%, superior a la media estatal del 82,80%: la alfabetización masculina es del 93,50%, y la alfabetización femenina del 87,60%.